# Комдо
Комдо (кор. 검도 Kumdo) — корейская вариация кэндо.

## Основные различия
В Корее на турнирах исключены некоторые элементы японской культуры, такие как: сонкё, красный и белый цвета флажков заменены на традиционные корейские: синий и белый. Форма — тобок (кэндоги в кендо) также претерпела изменения. Основной цвет — индиго. Штаны — хаый (хакама в кендо), вместо косиита, жёсткой трапециевидной пластины с задней стороны, используется пояс с липучкой.

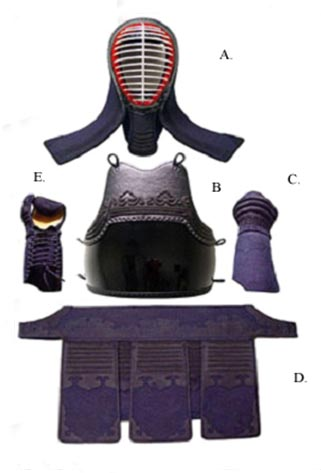
Современный тренировочный доспех для кумдо

Помимо японских ката, которые по-корейский звучат, как комдо бон, изучаются формальные комплексы Понгук комбоп (본국검법) и Чосон себоп (조선세법), которые являются обязательным элементом выполнения на квалификационных экзаменах — дан.
Комдо бон также претерпели небольшие изменения, такие как отсутствие сонкё и использование терминологии на корейском языке. Техники Понгук комбоп и Чосон себоп являются мостиком, соединяющим с историей корейского меча и культурой в целом, в то время как комдо бон остаются элементом, отображающим японское влияние на современное комдо. Некоторые школы комдо параллельно изучают кохапто (яп. иайдо), но технически абсолютно различный с иайдо.
По мнению специалистов, единственное различие корейской и японской школ кэндо в техническом плане — манера фехтования. В Корее ставка делается на динамический, быстрый и «агрессивный» стиль, фокусируясь на быстрых, коротких и эффективных ударах для того, чтобы открыть оппонента, в то время как в Японии ставка делается на единственный верный и идеальный удар, терпеливое выжидание, и точный момент для атаки. Как и в прежние времена, частые совместные тренировки между представителями обеих школ сгладили такие различия в манере ведения боя. Так, многие кэндока в Японии практикуют корейскую манеру, а в Корее японскую. Комдо и кэндо это разные произношения одних и тех же китайских иероглифов 劍 — «меч» и 道 — «Путь».

## Гэкикэн, кэндо и комдо
Кэндо также известно как гэкикэн, который был впервые представлен в Корее японцами в 1896 году, как методика подготовки военных и полиции. После того, как японские оккупационные войска запретили даже упоминание о традиционных корейских боевых искусствах, в школах Кореи начали активно обучать дзюдо и кэндо. Популярность этих двух направлений распространялась с молниеносной скоростью и вскоре они стали основой физического воспитания нации. В 1947 году была учреждена Ассоциация комдо Кореи. В 1956 году в Корее возродили Национальный спортивный фестиваль Кореи, в который комдо вошло как официальное мероприятие.

## Произношение и написание
В корейской азбуке хангыль существуют две буквы «о» — гортанная, которая на латинице записывается как «u», и губная — «o». В слове «ком» — меч — используется «U» — kumdo, но произносится как «комдо».